# Міктлонпачекатль
Міктлонпачекатль (науатль Miktlanpaehekatl, дос. «той, що дме з Міктлана») — в ацтекській міфології, бог північного та пекельного вітру, який ніс хвороби, головний біль, смерть та руйнування на своєму шляху. ВІн приносить вітання тим, хто сумує в підземному світі. Він сильний і перевертає каное на водних шляхах, й коли він дме, ніхто не пливе під розкритими вітрилами.
Його братами є боги Сіватекайотль, Тлалокайотль і Віцтлампаеекатль, які уособлюють вітри із заходу, сходу та півдня відповідно.
Усі чотири брати перебувають під владою Еекатля, бога вітру і захисника Кетцалькоатля, а також під владою правителів усіх напрямків світу: Тецкатліпоки (північ), Шіпе-Тотека (схід), Кетцалькоатля (захід) і Віцилопочтлі (південь).